# Слобоштина
Слобоштина је насељено место у општини Брестовац, у западној Славонији, Република Хрватска.

## Историја
Место је 1885. године било у саставу Пакрачког изборног среза, са пописаних 1052 душе.
До нове територијалне организације, налазило се у саставу бивше велике општине Славонска Пожега.

### Други светски рат
Јасеновачке усташе су 16. августа 1942. у селу Слoбоштини код Славонске Пожеге убиле 1.165 заробљeних Козарчана. У дубоким сеоским бунарима удављено jе педесеторо деце из села Требовљана под Козаром.
Највећи усташки злочин у Славонији почињен је у селу Слобоштина. Ту је 16. августа 1942. убијено 1.368 жена и деце од којих је 1.165. било са Козаре. Жртве су повезали жицом и живе бацили у пет великих бунара. Овај стравични догађај преживела је 15-годишња Станка Панић из села Требовљана, која сведочи: Кад су нас потерали према бунарима, усташа ме је снажно ударио кундаком и ја сам пала у дубоки шанац обрастао купином. мој брат Здравко и сестра од стрица Драгиња, Јованка, Зора и Радосава убијене су у сеоској православној цркви. Моје рођаке Анка, Душанка, Зорка и Стана Пашалић, поклане су и бачене у један од дубокух бунара у црквеној порти. Овде је смрт нашло много жена и девојака из Бистрице и Требовљана. У дубоким бунарима угашен је живот око стотину деце из наших заселака Чикића, Гускића и Лајића. Касније смо их препознавале по одећи. Даница и Гроздана Шиник из Милошева Брда извукле су из једног бунара и свог четворогодишњег брата Душана. О страдању жена и деце у јасеновачким логорима сведочило је неколико преживелих логорашица које су се самим чудом спасиле и изнеле свету истину о геноциду над српском и осталом децом.

## Становништво
Насеље је према попису становништва из 2011. године имало 18 становника.
| Националност       | 1991.       |
| Срби               | 69 (83,13%) |
| Хрвати             | 11 (13,25%) |
| Југословени        | 2 (2,40%)   |
| остали и непознато | 1 (1,20%)   |
| Укупно             | 83          |